# Metopius hakiensis
Metopius hakiensis är en stekelart som beskrevs av Matsumura 1912. Metopius hakiensis ingår i släktet Metopius och familjen brokparasitsteklar. Inga underarter finns listade i Catalogue of Life.